# Christfried Ganander

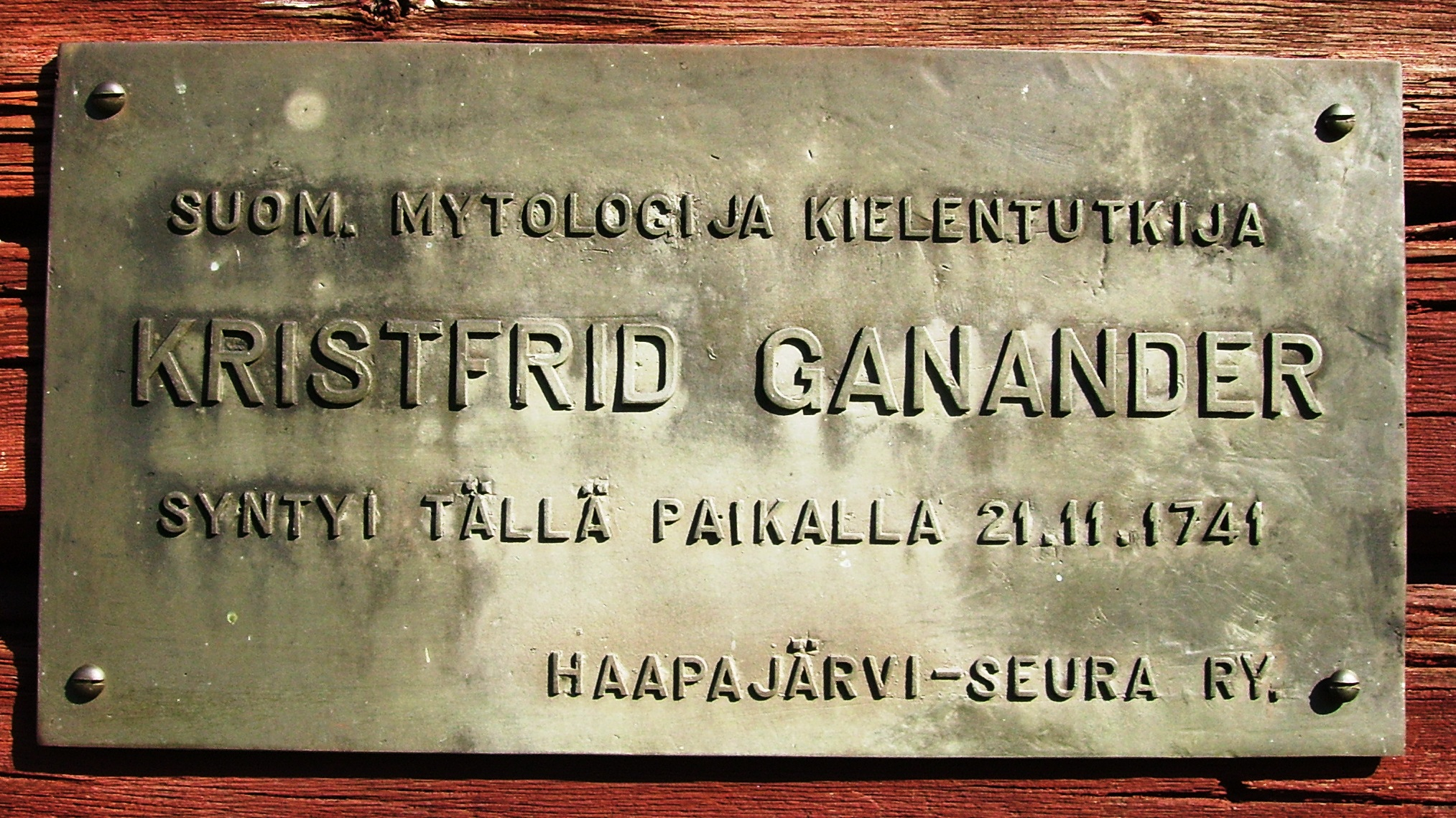
Recuerdo de Christfried Ganander.

Cristfried Ganander (Haapajärvi, 21 de noviembre de 1741-Rantsila, 17 de febrero de 1790) compilador, sacerdote y lexicógrafo finés del siglo XVIII. Realizó un primer diccionario del idioma finés que no se llegó a publicar. Compiló además antes de Elias Lönnrot el folklore finés. Su obra más famosa es Mythologia Fennica (1789), referencia a la mitología de Finlàndia. También fue maestro y publicó algo de poesía.